# Valle de Santa Ana
Valle de Santa Ana község Spanyolországban, Badajoz tartományban.  Lakosainak száma 1107 fő (2024).

## Népesség
A település népessége az utóbbi években az alábbiak szerint változott:
| Lakosok száma | 1230 | 1211 | 1196 | 1192 | 1171 | 1162 | 1163 | 1139 | 1129 | 1107 |
|               | 2001 | 2004 | 2006 | 2009 | 2011 | 2014 | 2016 | 2019 | 2021 | 2024 |